# Tetmemorus laevis
Tetmemorus laevis là một loài Song tinh tảo trong họ Desmidiaceae, thuộc chi Tetmemorus.